# Marceline
Marceline is een plaats (city) in de Amerikaanse staat Missouri, en valt bestuurlijk gezien onder Chariton County en Linn County.

## Demografie
Bij de volkstelling in 2000 werd het aantal inwoners vastgesteld op 2558.
In 2006 is het aantal inwoners door het United States Census Bureau geschat op 2356, een daling van 202 (-7,9%).

## Geografie
Volgens het United States Census Bureau beslaat de plaats een oppervlakte van
8,5 km², waarvan 8,4 km² land en 0,1 km² water. Marceline ligt op ongeveer 263 m boven zeeniveau.

## Plaatsen in de nabije omgeving
De onderstaande figuur toont nabijgelegen plaatsen in een straal van 24 km rond Marceline.